# Телонијус Манк
Телонијус Манк (енгл. Thelonious Monk; 10. октобар 1917 — 17. фебруар 1982) је био амерички џез пијаниста. Део је мале и одабране групе музичара који су одговорни за стварање нове врсте џеза, би-бапа, у раним четрдесетим годинама двадесетог века. Захваљујући посебном начину свирања и композиторском таленту постао је један од вођа у развоју модерног џеза.